# FreeDOS

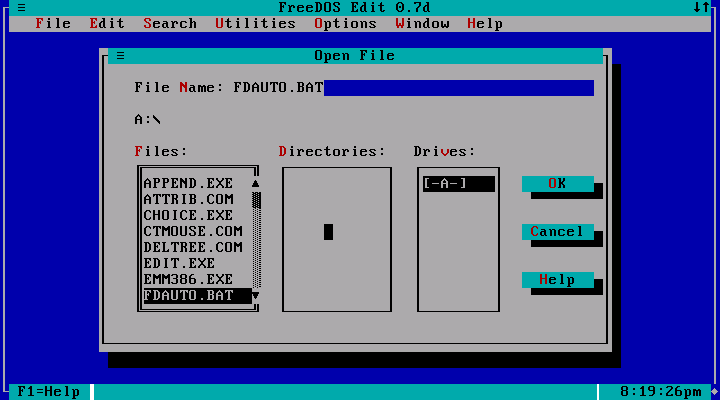
Een screenshot van de editor van FreeDOS, vergelijkbaar met de oude MS-DOS-editor.

FreeDOS (voorheen Free-DOS en PD-DOS) is een vrij besturingssysteem, dat is bedoeld compatibel te zijn met MS-DOS, een oud besturingssysteem van Microsoft. FreeDOS is opgezet om het oude besturingssysteem DOS levend te houden. FreeDOS streeft honderd procent compatibiliteit met het oorspronkelijke DOS na.
FreeDOS wordt tegenwoordig voor diverse doeleinden gebruikt, zoals het leveren van een computer zonder Windows, het flashen van een BIOS, nieuw leven inblazen in oude computers en zelfs industriële toepassingen. Samen met de DOS-emulator Dosemu wordt het gebruikt bij het emuleren van een DOS-omgeving om bijvoorbeeld verouderde software te draaien op een modern besturingssysteem.

## Functies en toepassingen
Een grafische interface wordt standaard niet meegeleverd. Wel kan met een opensourceproject als OpenGEM of zelfs met Windows 1.0 of Windows 2.0 aan de slag gegaan worden. Ook is het eenvoudig als multiboot te installeren naast Windows (tot en met XP). FreeDOS is net als MS-DOS niet geschikt voor modern computergebruik omdat geluidskaarten en internet vaak slechts beperkt ondersteund worden. FreeDOS werkt op veel hardware is daarom geschikt om oude DOS-programma's zoals spelletjes te gebruiken, in plaats van een (vaak langzamere) emulator.
FreeDOS zou ideaal zijn voor het draaien van verouderde zakelijke applicaties en het spelen van oude games. Er bestaat hier een gesloten alternatief voor. Wie nog MS-DOS-installatieschijven bezit, kan het besturingssysteem via het gratis Virtual PC 2004-programma van Microsoft virtueel draaien bovenop Windows.
Door de modulaire en lichte opbouw van FreeDOS is het volgens de makers ook heel interessant voor ingebedde toepassingen, zoals kasregisters.

## Versies
In 1994 kondigde Microsoft aan te stoppen met MS-DOS. Dat was voor de maker van FreeDOS de reden een begin te maken met dit zelfgeschreven besturingssysteem. De eerste versie, "PD-DOS" genaamd, was klaar op 29 juni 1994, en werd een maand later "Free-DOS" genoemd. Later verdween het streepje, en werd het "FreeDOS".
Het FreeDOS-project startte dus kort nadat Microsoft MS-DOS afschreef ten voordele van Windows. Het ontwikkelen van een open source-alternatief dat probleemloos MS-DOS-toepassingen draait, bleek echter geen sinecure. Uiteindelijk is pas nu een min of meer afgewerkte versie van FreeDOS te downloaden op FreeDOS.org.
| Versie | Status | Codenaam   | Datum             |
| ------ | ------ | ---------- | ----------------- |
| 0.05   | Alfa   |            | 12 januari 1998   |
| 0.1    | Bèta   | Orlando    | 25 maart 1998     |
| 0.3    | Bèta   | Ventura    | 21 april 1999     |
| 0.4    | Bèta   | Lemur      | 9 april 2000      |
| 0.5    | Bèta   | Lara       | 10 augustus 2000  |
| 0.6    | Bèta   | Midnite    | 18 maart 2001     |
| 0.7    | Bèta   | Spears     | 7 september 2001  |
| 0.8    | Bèta   | Nikita     | 7 april 2002      |
| 0.9rc1 | Bèta   | Methusalem | juli 2003         |
| 0.9rc2 | Bèta   |            | 23 augustus 2003  |
| 0.9rc3 | Bèta   |            | 27 september 2003 |
| 0.9rc4 | Bèta   |            | 5 februari 2004   |
| 0.9rc5 | Bèta   |            | 20 maart 2004     |
| 0.9    | Bèta   |            | 28 september 2004 |
| 0.9sr1 | Bèta   |            | 28 november 2004  |
| 0.9sr2 | BETA   |            | 30 november 2005  |
| 1.0    | Final  |            | 2 september 2006  |
| 1.1    | Final  |            | 2 januari 2012    |
| 1.2    | Final  |            | 25 december 2016  |
| 1.3    | Final  |            | 20 februari 2022  |

Open Source DOS is een alternatief voor MS-DOS en PC-DOS. De nieuwste? kernel van FreeDOS ondersteunt vrijwel alle functies van MS-DOS en heeft tevens ondersteuning voor FAT32 en LBA.